# Мотички
Мотички (слч. Motyčky) насељено је мјесто са административним статусом сеоске општине (слч. obec) у округу Банска Бистрица, у Банскобистричком крају, Словачка Република.

## Становништво
| Година:    | 1994. | 2004.   | 2014.    | 2024.   |
| ---------- | ----- | ------- | -------- | ------- |
| Број људи: | 101   | 98      | 110      | 104     |
| Разлика:   |       | -2,97 % | +12,24 % | -5,45 % |

| Година:    | 2023. | 2024.   |
| ---------- | ----- | ------- |
| Број људи: | 107   | 104     |
| Разлика:   |       | -2,80 % |

Према подацима о броју становника из 2011. године насеље је имало 114 становника.